# Paper vegetal
El paper vegetal, pel tractament químic que ha rebut, té un aspecte translúcid, pràcticament transparent. Es fa servir en el dibuix de plànols definitius (a tinta) i permet fer còpies heliogràfiques que és el nom que rep la tècnica específica de fer fotocòpies de plànols dibuixats sobre aquest tipus de paper. El paper vegetal es comercialitza en diversos formats, des d'A2 fins a A4 i també en rotlles.